# Liste der Hochhäuser in der Freien Hansestadt Bremen
Die Liste der Hochhäuser in Bremen nennt alle Hochhäuser im Bundesland Bremen mit einer Dachhöhe von mindestens 40 Metern. Unberücksichtigt bleiben dabei Kirchtürme, Sendemasten, Schornsteine, Silos, Luftschutzbunker, Hochregallager und Windkraftanlagen. In Bremen existiert keine charakteristische Hochhausskyline; zumeist handelt es sich bei den aufgelisteten Gebäuden um markante, für sich stehende Einzelbauten.
- Nr.: Nennt den anhand der Höhe definierten Rang des Hochhauses im Bundesland und innerhalb dieser Liste.
- Gebäude: Nennt die Bezeichnung des Hochhauses.
- Standort: Nennt die Lage des Hochhauses im Stadtgebiet mit der Angabe des entsprechenden Stadtteiles und der Adresse.
- Nutzung: Nennt die Art des Zwecks und der Nutzung des Hauses.
- Eröffnet: Gibt das Jahr der Einweihung an.
- Höhe (m): Nennt die absolute Höhe des Gebäudes in Metern bis zur Dachkante. Zahlen in Klammern geben die Höhe einschließlich Antenne an.
- Etagen: Nennt die Anzahl der Stockwerke einschließlich Erdgeschoss.
- Architekten: Gibt den oder die Architekten des Hochhauses an.
- Sonstiges: Nennt weitere erwähnenswerte Details bezüglich des Gebäudes.
- Gelb hinterlegte Hochhäuser befinden sich in Bremerhaven.

| Nr. | Gebäude                           | Standort                            | Nutzung          | Eröffnet | Höhe (m) | Etagen | Architekten                                                | Sonstiges | Bild                                                           |
| --- | --------------------------------- | ----------------------------------- | ---------------- | -------- | -------- | ------ | ---------------------------------------------------------- | --- | -------------------------------------------------------------- |
| 1.  | Columbus-Center                   | Mitte, Obere Bürger 38              | Wohnungen        | 1979     | 88       | 24     | Peter Weber                                                | |                                                                |
| 2.  | Atlantic Hotel Sail City          | Mitte, Am Strom 1                   | Hotel            | 2008     | 86 (147) | 23     | Klumpp Architekten                                         | Ist Teil des maritim geprägten Stadtviertels Havenwelten und besitzt eine Freiluft-Aussichtsplattform. |                                                                |
| 3.  | Weser Tower                       | Walle, Eduard-Schopf-Allee 1        | Büros            | 2010     | 82       | 22     | Helmut Jahn                                                | Wurde als Teil des städtebaulichen Entwicklungsgebiets Überseestadt errichtet. |                                                                |
| 4.  | Zech Haus                         | Europahafenkopf, Überseestadt       | Büros            | 2022     | 82       | 18     | COBE                                                       | Teil des Gebäudeensembles am Europahafenkopf |                                                                |
| 5.  | Landmark-Tower                    | Walle, Konsul-Smidt-Straße 90       | Wohnungen        | 2010     | 70       | 20     | Hilmes und Lamprecht                                       | Wurde als Teil des städtebaulichen Entwicklungsgebiets Überseestadt errichtet. |                                                                |
| 6.  | Wohnhochhaus                      | Walle, Almatastraße 29              | Wohnungen        | 1976     | 69       | 19     |                                                            | |                                                                |
| 7.  | Aalto-Hochhaus                    | Vahr, Berliner Freiheit 9           | Wohnungen        | 1961     | 65       | 22     | Alvar Aalto                                                | War bis in die 1970er Jahre das höchste Wohnhochhaus Deutschlands. Zum Tag des offenen Denkmals wird das Dach als Besucherplattform geöffnet. |                                                                |
| 8.  | Wohnhochhaus                      | Osterholz, Neuwieder Straße 23      | Wohnungen        | 1976     | 62       | 21     |                                                            | |                                                                |
| 9.  | Siemens-Hochhaus                  | Mitte, Contrescarpe 72              | Büros            | 1962     | 61       | 16     | Max Säume & Th. Siegfried A. Morschel                      | Sitz des Fachbereiches Bau des Senators für Umwelt, Bau und Verkehr. Umfangreiche Sanierung in den Jahren 2010/2011. |                                                                |
| 10. | Bundeswehrhochhaus                | Mitte, Falkenstraße 45              | Büros            | 1968     | 60       | 15     | Willi Bornemann, Oberbaurat der Oberfinanzdirektion Bremen | Ehemaliger Sitz des Kreiswehrersatzamtes Bremen, einige Büros werden noch vom Zoll genutzt. Bis 2015 ansonsten Leerstand, danach Umbau und Unterkunft für Flüchtlinge. |                                                                |
| 11. | Haus des Handwerks                | Geestemünde, Columbusstraße 2       | Büros, Wohnungen | 1971     | 57       | 17     | Helmut Bohnsack                                            | |                                                                |
| 12. | Lofthaus Nord                     | Europahafenkopf, Überseestadt       | Wohnungen        | 2022     | 56,5     | 14     | COBE                                                       | Teil des Gebäudeensembles am Europahafenkopf | -                                                              |
| 13. | Wohnhochhaus                      | Osterholz, Otto-Brenner-Allee 42    | Wohnungen        | 1977     | 55       | 17     |                                                            | Teil eines Hochhausriegels. Am 7. August 2010 fand im Haus erstmals der GEWOBA-Treppenlauf statt. Er führte über 290 Stufen bis ins oberste Stockwerk. Sieger mit einer Zeit von 2:06 Minuten war Thilo Pufahl.                                                                       |                                                                |
| 14. | Wohnhochhausanlage „Grohner Düne“ | Vegesack, Bydolekstraße 2           | Wohnungen        | 1972     | 55       | 16     | Bremer Treuhand, Planungsabteilung                         | Teil eines Hochhausriegels. |                                                                |
| 15. | Wohnhochhaus „Grohner Düne“       | Vegesack, Bydolekstraße 5           | Wohnungen        | 1972     | 55       | 16     | Bremer Treuhand, Planungsabteilung                         | Teil eines Hochhausriegels. |                                                                |
| 16. | Tivoli-Hochhaus                   | Mitte, Rembertiring 2               | Büros            | 1962     | 53       | 16     | Max Säume & Th. Siegfried A. Morschel                      | Beherbergt einen Großteil der Abteilungen der Senatorin für Arbeit, Frauen, Gesundheit, Jugend und Soziales. Der Name geht auf das ehemalige Tivoli-Haus zurück, das um 1890 an dieser Stelle stand.                                                                                  |                                                                |
| 17. | Hafenhochhaus                     | Walle, Hafenstraße 55               | Büros            | 1960     | 51       | 13     | Max Säume & Günther Hafemann                               | Beherbergte Mietbüros für bis zu 50 Parteien des Hafenbetriebs. Hauptmieter war die Bremer Lagerhaus-Gesellschaft, die die obersten Etagen belegte. Heute sind die Büros frei anzumieten. Umfangreiche Umbau- und Sanierungsarbeiten wurden 2006 von Hilmes und Lamprecht realisiert. | Das Hafenhochhaus mit dem charakteristischen gelben Dachquader |
| 18. | Wohnhochhaus                      | Osterholz, St.-Gotthard-Straße 31   | Wohnungen        | 1970     | 49,5     | 18     |                                                            | |                                                                |
| 19. | Wohnhochhaus                      | Osterholz, Gelderner Straße 2       | Wohnungen        | 1966     | 49,5     | 18     |                                                            | |                                                                |
| 20. | Wohnhochhaus                      | Hulsberg, In der Wisch 1 + 3        | Wohnungen        | 1971     | 49,27    | 14     |                                                            | Gebäude 1 und 3 bilden einen Winkel-Riegel. Ehemals ein Schwesternwohnheim. |                                                                |
| 21. | Bömers Spitze                     | Walle, Auf der Muggenburg 4         | Büros            | 2019     | 49       | 13     | Hans Jürgen Hilmes                                         | Vorhaben lief unter den Projektnamen „Übersee Tower“ |                                                                |
| 22. | Klinikum Bremen-Ost               | Osterholz, Züricher Straße 40       | Krankenhaus      | 1979     | 48       | 14     |                                                            | |                                                                |
| 23. | Wohnhochhaus                      | Wulsdorf, Weserstraße 185           | Wohnungen        |          | 47,55    | 13     |                                                            | |                                                                |
| 24. | Lofthaus Süd                      | Europahafenkopf, Überseestadt       | Wohnungen        | 2022     | 47,5     | 12     | COBE                                                       | Teil des Gebäudeensembles am Europahafenkopf | -                                                              |
| 25. | Wohnhochhaus                      | Osterholz, Ludwigshafener Straße 14 | Wohnungen        | 1977     | 46,75    | 17     | Martin Zill                                                | Bildet mit der Hausnummer 12 und anderen einen Hochhausriegel. |                                                                |
| 26. | Wohnhochhaus „Großer Kurfürst“    | Vahr, Eislebener Straße 31          | Wohnungen        | 1972     | 44       | 17     | Friedrich Spengelin                                        | Benannt nach der nahen Kurfürstenallee. |                                                                |
| 27. | Wohnhochhaus                      | Lehe, Nelly-Sachs-Straße 20         | Wohnungen        | 1970     | 44       | 16     |                                                            | vormals Lessingstraße 44 |                                                                |
| 28. | GEWOBA-Hochhaus                   | Mitte, Rembertiring 27              | Büros            | 1972     | 43       | 16     | Martin Zill                                                | Sitz der Wohnungsbaugesellschaft GEWOBA. |                                                                |
| 29. | Freigebiet-Hochhaus               | Mitte, Freigebiet 1                 | Wohnungen        | 1954     | 43       | 15     | Helmut Günther                                             | erstes Hochhaus Deutschlands, das im Gleitschnellbauverfahren errichtet wurde |                                                                |
| 30. | HIGHeleven                        | Omnibusbahnhof, Bahnhofsvorstadt    | Büros, Hotel     | 2022     | 42       | 11     | Knerer und Lang                                            | Wurde im Zuge des neuen Fernbusterminals gebaut |                                                                |
| 31. | Wohnhochhaus                      | Leherheide, Hans-Böckler-Straße 70  | Wohnungen        | 1964     | 41,25    | 15     | Peter Neve & Herbert Sprotte                               | |                                                                |
| 32. | Wohnhochhaus                      | Mitte, Deichstraße 48               | Wohnungen        | 1960     | 41,25    | 15     |                                                            | |                                                                |
| 33. | Wohnhochhaus                      | Osterholz, Ludwigshafener Straße 12 | Wohnungen        | 1977     | 41,25    | 15     | Martin Zill                                                | Bildet mit der Hausnummer 14 und anderen einen Hochhausriegel. |                                                                |
| 34. | Finke-Hochhaus                    | Mitte, Hutfilterstraße 3            | Büros            | 1956     | ?        | 11     | Rudi Richter, Willi Kläner                                 | Bauherr Herrenmodegeschäft Finke; deshalb auch der Name. Das Hochbauamt Bremen war lange Zeit Nutzer der oberen Etagen. |                                                                |
| 35. | Bamberger-Haus                    | Mitte, Faulenstraße 69              | Büros            | 1955     | 40       | 9      |                                                            | Wiederaufbau des 1943/44 zerstörten Kaufhauses Bamberger; beherbergte dann Behörden. Wegen Baufälligkeit zwei Stockwerke abgetragen; seit 2007 Hauptsitz der Bremer Volkshochschule. Aussichtsplattform auf dem Dach.                                                                 |                                                                |

Geplante Hochhäuser im Bundesland Bremen:
| Nr. | Gebäude          | Standort                                 | Nutzung   | Geplante Eröffnung | Höhe (m) | Etagen | Architekten | Sonstiges                                                            | Bild |
| --- | ---------------- | ---------------------------------------- | --------- | ------------------ | -------- | ------ | ----------- | -------------------------------------------------------------------- | ---- |
| 1.  | Sign             | Ehemaliges SSW-Gelände / Riedemannstraße | Wohnungen | ?                  | 70       | 18     | -           | Impulsgeber für die Quartiersentwicklung rund um die Riedemannstraße | -    |
| 2.  | Viertel-Hochhaus | Kohlhökerstraße                          | Wohnungen | ?                  | ?        | 11     | -           | Verzögerungen durch die Baukrise                                     | -    |
| 3.  | Hochpunkt        | Schuppen 3, Überseestadt                 | Wohnungen | ?                  | 56       | 15     | -           | Teil des Europaquatiers                                              |      |
| 4.  | Ahoy             | Überseestadt                             | Wohnungen | 2022               | ?        | 13     | -           |                                                                      | -    |